# Teoría del dominó

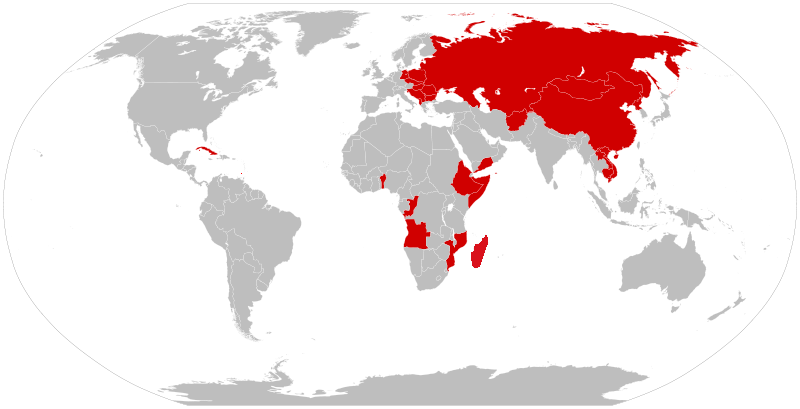
Mapa donde se muestra los mayores avances del comunismo entre 1979 a 1983.

La teoría del dominó o también llamado con frecuencia efecto bola de nieve aplicado a la política internacional según la cual, si un país entra en un determinado sistema político, arrastraría a otros de su área hacia esa misma ideología.
No se sabe con certeza el propulsor de esta teoría; pero se suele atribuir al presidente estadounidense Dwight D. Eisenhower quienes vaticinaban que el comunismo podría expandirse por todo el mundo si no se lograba detener la espiral.

## Antecedentes de la Teoría
Esta teoría surgió durante la Guerra fría ante la observación de varios sucesos que parecían corroborarla. Antes y durante la Segunda Guerra Mundial sucedió un contagio de ideologías en Europa. Bien por propia iniciativa, como la Hungría Pronazi o la Rumania de Antonescu que adoptaron gobiernos pro fascistas o pronazis; o bien por la fuerza, como la Francia de Vichy, Noruega Ocupada, España Franquista o los Países Bajos Ocupados. Otro ejemplo era la ideología comunista que extendía la Rusia (poco después rebautizada como Unión Soviética) al anexionar países que habían formado parte del Imperio Ruso como Moldavia, Polonia o las Repúblicas Bálticas durante la Segunda Guerra Mundial.
Estos fenómenos se mencionaron como antecedentes, Jonathan Schell comenta que durante la guerra de Vietnam se ponían como ejemplo en varias ocasiones para vaticinar lo que pasaría si Vietnam del Sur caía frente al comunismo. No obstante dichos casos son antecedentes y no la base de la Teoría; principalmente porque Estados Unidos, el formulador de la misma, no era una potencia mundial antes de la Segunda Guerra Mundial; más por decisión de su pueblo que no de sus dirigentes, pero sí se utilizaron estos casos para justificar su intervención en la Segunda Guerra Mundial.

## Inicios

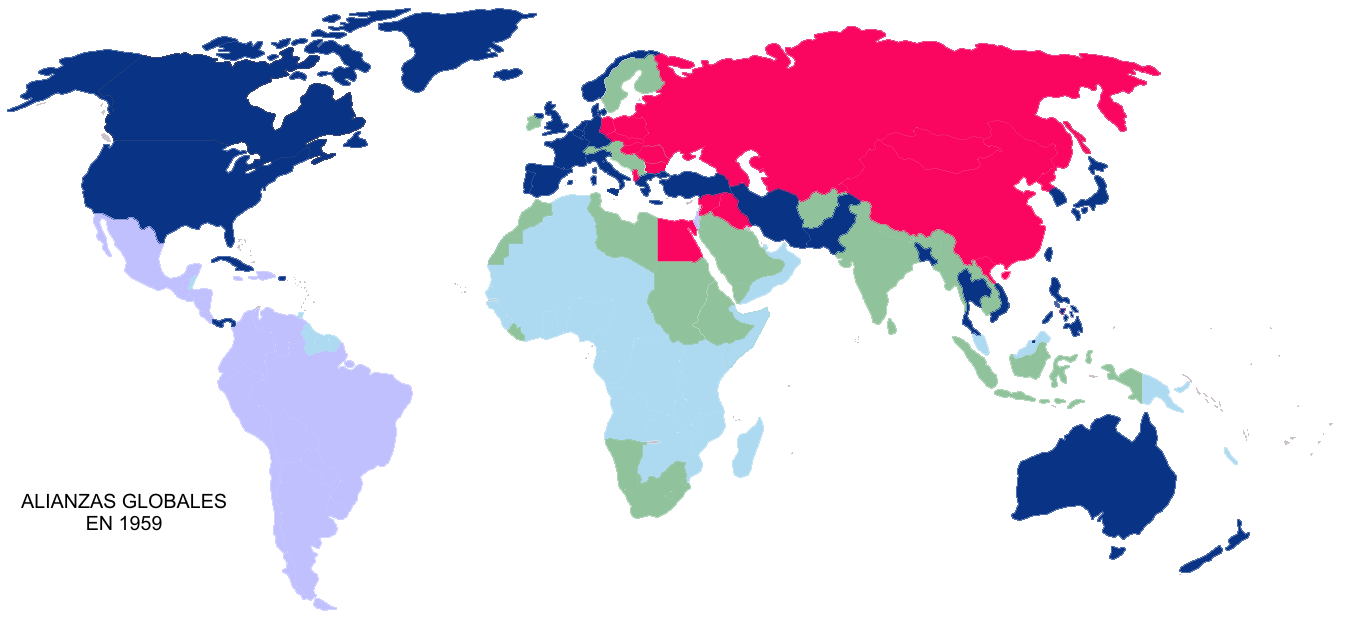
Alianzas mundiales en 1959.

Antes siquiera de haber capitulado el Eje las tensiones entre los vencedores ya eran patentes, especialmente tras la Cumbre de Potsdam y la cancelación de la Cumbre de Washington. Churchill y Truman veían a la Unión Soviética de Stalin como un aliado poco fiable (el Gran Perro Rojo como le llamaría el general Curtis LeMay años después) con constantes roces, problemas en Berlín y una política inflexible sobre sus demandas en las cumbres de Teherán y Yalta.
En las cumbres mencionadas la URSS se había comprometido a celebrar elecciones en las naciones ocupadas tras la Guerra para que decidieran sus gobiernos; pero estas elecciones a veces no se llevaron a cabo. De esta forma, a las naciones invadidas por la URSS se sumaron Albania y Yugoslavia mientras en Asia la comunista Corea del Norte amenazaba con arrastrar a su vecina del Sur. Parecía ser la constatación de lo que había afirmado Truman durante la Guerra Civil de Grecia: si uno o varios países caían bajo la garra del comunismo arrastrarían a sus vecinos.
En los años siguientes las dos potencias trataron de atraer a las naciones No Alineados a su bando. Estados Unidos parecía tener las de ganar por su poderío armamentístico, especialmente nuclear, económico y cultural frente a la URSS; pero los acontecimientos no transcurrieron en esa dirección. La China Nacionalista era derrotada por Mao Zedong, en 1950 esta nación invadía el Tíbet, la guerrilla comunista malaya hacía grandes progresos frente a los ingleses, en Indochina Hồ Chí Minh abrazaba el comunismo e Indonesia estaba a punto de pasar al lado comunista; esta fue la gota que colmó el vaso para lanzar los programas Mercurio, Géminis y Apolo.
Esto parecía indicar que, pese a la aparente superioridad norteamericana, existía una cierto contagio de unos países a otros, contagio que amenazaba con rodear todo Estados Unidos de países comunistas.

## Parar la Teoría de Dominó
Para las sucesivas administraciones estadounidenses la Teoría del Dominó se convirtió en una prioridad en su agenda de política internacional y realizaron todo tipo de acciones en los cinco continentes para neutralizarla.

### Europa y la creación de la OTAN
El gran peligro de que el comunismo se extendiera por una de las regiones más desarrolladas y prósperas del Planeta era sentido como más que posible por los estadounidenses y los propios europeos.
La respuesta fue doble:
- El Plan Marshall para evitar el hambre y el desempleo en las naciones aliadas. Si estos efectos de la guerra no se corregían la fuerza de los partidos comunistas podía llegar a romper el equilibrio de fuerzas y a arrastrar a holandeses, alemanes, belgas, etc. hacia el comunismo.

- La OTAN fue creada, como dice una ya famosa frase, «para dejar a Rusia fuera, a los Estados Unidos dentro y a Alemania bocabajo». En esta alianza no sólo entraron naciones democráticas sino también otras de dudoso comportamiento como Turquía o Grecia que incluso llegaron a tener choques; pero dichas tensiones resultaban secundarias frente al principal objetivo, lo importante era dejar a Rusia fuera.

### América y el TIAR
La gran diferencia entre ricos y pobres, casi endémica en la mayor parte del continente, y la gran acumulación de tierras y riquezas en manos de pocas familias en sistemas casi feudales, ha sido uno de los mayores motivos para la aparición de movimientos revolucionarios comunistas.
A principios del siglo XX, los Estados Unidos ya mostraban su carácter de potencia continental, más tarde mundial, y no deseaba que el continente americano pudiese escapar de su influencia. Su ejército había realizado incursiones en México o El Salvador y especialmente Panamá durante los llamados Los Años Yankis.
Pero la situación cambió cuando comenzaron a surgir movimientos guerrilleros inspirados en los logros obtenidos por Vo Nguyen Giap en la Indochina. Tras la derrota en Vietnam el movimiento fue mucho más claro y numeroso. Lo que alarmó enormemente a los Estados Unidos.
- En 1947 se firmó el Tratado Interamericano de Asistencia Recíproca por el cual un ataque a un país americano sería considerado un ataque contra todos los demás. Este tratado fue apelado en numerosas ocasiones; pero especialmente en la Crisis de Cuba y, posteriormente, en la guerra de las Malvinas que supuso su extinción de facto.

- El apoyo de la Guerra Sucia: Estados Unidos fomentó numerosos gobiernos dictatoriales, entrenó a oficiales como Galtieri o Pinochet en la Escuela de las Américas y envió miles de asesores a los países americanos para combatir los movimientos comunistas surgidos en ellos.

### Asia y la ASEAN
Con la firma de los Acuerdos de Ginebra de 1954 cuatro nuevos países entraban en la disputa internacional entre bloques: Camboya, Laos, Vietnam del Norte y Vietnam del Sur. Todos estos países habían tenido disputas y guerras antes de la colonización francesa. También constituían una fuente de materias primas estratégicas y unos puertos de gran utilidad para la flota de la URSS (escasa de instalaciones navales en mares cálidos). Las dos superpotencias deseaban los recursos naturales de aquella región y aún más privar a su adversario de un aliado estratégico. De todos los países el único comunista era Vietnam del Norte y se temía que de continuar su expansión todos los demás caerían.
- En Laos las divisiones norvietnamitas que lo cruzaban por la Ruta Ho Chi Minh amenazaban cada vez más la independencia laosiana. Estados Unidos apoyó al régimen pro occidental laosiano, envió dinero, pagó mercenarios, distribuyó ayuda por su aerolínea Air America y el Ejército de Vietnam del Sur lo invadió para castigar al Ejército de Vietnam del Norte. Pero nada de eso funcionó y las tropas norvietnamitas terminaron controlando el país, que llegó a ser casi un protectorado vietnamita sin una política exterior propia.

- La caída de Camboya: el movimiento guerrillero camboyano de los Jemeres Rojos ya luchaba contra el gobierno proestadounidense desde hacía años, la invasión por parte de Estados Unidos y los bombardeos de su aviación terminaron de poner a gran parte de la población del lado de los comunistas. Estados Unidos envió dinero, artillería, aviación, asesores... pero también resultó inútil especialmente por la gran corrupción del gobierno camboyano. La capital cayó en manos de los comunistas el 15 de abril de 1975 y comenzó el genocidio camboyano.

- La caída de Vietnam del Sur: el 30 de abril de 1975 Saigón era tomada por los carros de combate nortvietnamitas y se producía la reunificación del Sur por el Norte, aunque otras fuentes prefieren el término anexión.

Con la caída de Vietnam del Sur toda la Península Indochina excepto Tailandia era comunista, lo que parecía dar verosimilitud a la Teoría.
En 1967 se fundó la Asociación de Naciones del Sureste Asiático (ASEAN por sus siglas en inglés) formado por Tailandia, Malasia, Singapur y Filipinas y en 1984 Brunéi, para promover el desarrollo conjunto en esa zona. Pero la progresiva agresividad del Vietnam en la zona hizo que se fuera convirtiendo más en una organización de protección mutua.

### El escenario africano
Tras las primeras emancipaciones en los años cincuenta, sobre todo de países del Magreb, le siguió la gran cascada de independencias protagonizadas por países subsaharianos, convirtiéndose estos en elementos claves de la política de las grandes superpotencias gracias a su riqueza en materia prima.
Pese a su espíritu de naciones no alineadas la situación pareció ir decantándose hacia un apoyo al bloque comunista más que al capitalista. Esta progresión aparecía en tanto a fines de la década de 1950 sólo una nación, el Egipto de Nasser, estaba claramente alineado con el bloque soviético y ninguna otra se había pronunciado a favor de su alianza prooccidental (ver mapa); sin embargo en 1983 Estados Unidos había recuperado al Egipto de Anwar el-Sadat como aliado, junto con Marruecos, apoyando la construcción del Muro marroquí para contener al Frente Polisario a consecuencia de la guerra del Sahara Occidental).
Frente a los avances estadounidenses, la Unión Soviética había logrado como aliados de facto a otros estados: Argelia, Malí, Mauritania, Etiopía, Congo Brazaville, Angola, Libia, Mozambique, mientras que otros países como la Tanzania del intelectual Julius Nyerere y las prosperas isla Seychelles se manifestaban socialistas pese a no permitir a la URSS usar ni crear bases aéreas, navales y aportación de asesores militares.
Contabilizando los países no puede decirse que la posición estadounidense fuese mejor que la soviética, y sus dirigentes lo sabían. Pero al contrario que en los otros continentes en África no se creó una organización para detener al comunismo; más bien se probaron un conjunto de acciones que permitieran detener aquella decantación hacia el bando patrocinado por la URSS. 
Entre ellas puede citarse:
- Apoyo a Sudáfrica: Estados Unidos decidió apoyar de modo económico y militar a este país, uno de sus pocos aliados en el África subsahariana, al estar el régimen de Pretoria comprometido e implicado con la causa anticomunista, pese a contar con un régimen abiertamente racista (con la política oficial del apartheid basada en la discriminación oficial hacia la población no blanca) que recordaba en parte a las prácticas llevadas a cabo en EE. UU. durante los años de la segregación racial. Sudáfrica tuvo acceso a las armas francesas y británicas, a las investigaciones con fines bélicos, a la colaboración nuclear con Israel, país que había recibido su tecnología atómica de Estados Unidos, etc. Por su parte el gobierno de Pretoria apoyó a Estados Unidos financiando a la guerrilla capitalista de RENAMO en Mozambique y colocando en serios apuros al gobierno de Angola con incursiones continuas en su territorio durante la Guerra de la Frontera.
- Apoyo a dictadores en sus pretensiones territoriales: en este punto tenemos los ya mencionados muros móviles de Marruecos para proteger el Sahara Útil de los ataques polisarios, dichos muros fueron un derivado de la Línea McNamara probada en la frontera de Vietnam del Sur con su vecino del Norte. Del mismo medió en las relaciones entre Israel y Egipto para que este último recuperara el control de la península del Sinaí, perdida ante tropas israelíes en la Guerra de los Seis Días.
- Financiación de líderes anticomunistas: de esta forma cualquier líder africano anticomunista, por cruel o brutal que fuera su régimen como lo expresa Albert Sánchez Piñol,[9] fueron o bien financiados para mantenerse en el poder o bien apoyados para obtenerlo o ambas cosas, a cambio de «luchar contra el comunismo». Un caso modelo puede ser el dictador de Zaire, Mobutu Sese Seko, que implantó un régimen de terror y fue derrocado en 1997 por sus opositores en la Primera Guerra del Congo, o el dictador de Uganda Idi Amin Dada, tachado de genocida y caníbal, o el guerrillero angoleño Jonás Savimbi que no podía vivir en un país en paz, según Carlos Caranci.[10] Por esta estrategia de «apoyo anticomunista», Estados Unidos y sus aliados apoyaron con dinero y armas a dictadores que:

se otorgaron títulos altisonantes, como Líder de Acero, Señor de las Bestias de la Tierra y del Agua, y Milagro Único; se hicieron transportar en silla gestatoria; obligaron a sus pueblos a dirigirles plegarias; colgaron sus retratos en escuelas, iglesias, tabernas y burdeles, y dieron su nombre a calles, universidades, islas y lagos

De esta forma, Estados Unidos debía soportar caprichos y psicopatías de estos líderes, en tanto fueran anticomunistas y responder a las acusaciones de ONGs, periodistas y ciudadanos, conocedores de la situación, de apoyar a carniceros con conductas tan infames como trasladar la capital de su país a un remoto poblado de la selva o depositar el tesoro del banco nacional en el sótano de su casa.

## ¿Era cierta la Teoría del dominó?

Los bloques en 1980.

Dividiendo el mundo en dos bloques sin fisuras, comunistas y capitalistas, y mirando el sureste asiático la Teoría del Dominó parece ser cierta: el régimen comunista de Vietnam del Norte impuso su gobierno a Vietnam del Sur y extendió su influencia a Laos y Camboya, que también fueron regidas por líderes comunistas, todo ello en apenas veinte años. Sin embargo esta visión de un mundo occidental capitalista obligado a defenderse del este comunista, sostenida por muchos políticos estadounidenses, especialmente el presidente Ronald Reagan, resulta en exceso simplista:
- El comunismo demostró no ser una ideología uniforme y en los años 60 los movimientos comunistas en todo el mundo se dividieron entre marxistas-leninistas (bajo guía de la URSS), maoístas (cuyo ejemplo era China), trotskistas y eurocomunistas democráticos, con graves enfrentamientos entre ellos, convencidos cada uno de mantener la auténtica «ortodoxia» del marxismo (tema de la pugna entre leninistas y trotskistas) o de ser el mejor ejemplo de revolución marxista a seguir (materia de la pugna leninista-maoísta-eurocomunista). Inclusive soviéticos y chinos llegaron al extremo de buscar influencias sobre estados recién descolonizados de África y Asia rivalizando amargamente entre sí, en vez de aliarse pese a su ideología común.
- Publicaciones como el Times afirman que el deseo de la Unión Soviética no era dominar a los Estados Unidos y sus aliados sino llegar a obtener una posición lo suficientemente fuerte como para obligar a estos a dejar su política de captación y tener que defenderse de una Pacto de Varsovia más fuerte, cosa que no llegó a conseguir.[12]

Analizando el mismo caso que se pone como ejemplo, Indochina, los gobiernos comunistas de Camboya y Vietnam nunca mantuvieron buenas relaciones y, tres años después de su paso al comunismo en 1975, las dos naciones estaban enfrentadas por la invasión de Camboya. Así mismo Tailandia -país nunca colonizado y con un legado cultural muy distinto al de Indochina- se mantuvo firmemente pro occidental durante décadas y repelió cuantos enfrentamientos vinieron desde la Kampuchea ocupada por Vietnam. Por último, la República Popular China invadió el norte de Vietnam, en tanto el gobierno vietnamita era aliado de la Unión Soviética, por lo cual resultaba difícil afirmar que todos los países con un régimen comunista construyeran un «frente unido» contra el capitalismo.
Mientras en Europa, Albania comenzó a separarse de Moscú hasta el abandono del Pacto de Varsovia para situarse bajo la influencia de China, opción que no estaba ni contemplada en los estatutos de dicha organización, pero que la URSS no combatió al no tener fronteras con Albania y ante la poca fuerza político-económica del estado albanés. Tampoco la Yugoslavia de Tito se mantuvo totalmente en la esfera soviética, pese a mantener un régimen comunista, y de hecho se apartó de la influencia de la URSS en 1948. Rumanía, con Nicolae Ceaușescu a la cabeza, también empezó a distanciarse de la política exterior de la Unión Soviética durante esa época, aunque permaneció como miembro activo del COMECON y del Pacto de Varsovia hasta el derrocamiento del régimen comunista en 1989.
Las fricciones y enfrentamientos entre los distintos países era lo que no tuvo en cuenta esta teoría, además de no aplicarse sólo a la URSS.

## La Teoría del dominó en la actualidad
El fin de la Guerra Fría y, con el fin al miedo de la expansión comunista, supuso el final de esta teoría, pese a que nunca llegó a demostrarse.
Aunque ya no se cita con este nombre, la idea de que uno o varios países puedan adoptar determinado régimen político por el hecho de que un vecino lo haya hecho sigue viva en los análisis internacionales. Por ejemplo, a principios del siglo XXI y tras los atentados del 11 de septiembre de 2001 en los Estados Unidos -antes y después de la Invasión de Irak de 2003- uno de los argumentos a favor esgrimidos por la entonces Administración de George W. Bush y muchos periodistas y expertos en política internacional consistía en las supuestas ventajas de convertir a una nación árabe en una «democracia». Así, explicaban los defensores de esta idea, tras la invasión en Irak se establecería un régimen «democrático», con «estado de derecho y libertades constitucionales». Las «ventajas» para la población serían evidentes y muchos pueblos vecinos las querrían para sí mismos; provocando un efecto dominó en sus gobiernos. También, como en el periodo de la Guerra Fría, esta idea es acusada de falta de visión sobre los países del área.